# Nombre de Carnot
Le nombre de Carnot {\displaystyle (Ca)} est un nombre sans dimension utilisé en analyse énergétique des cycles thermiques. Il est utilisé pour calculer l'efficacité maximale d'un transfert thermique en tenant compte des pertes dues à l'entropie,,.
Ce nombre porte le nom de Nicolas Carnot, mathématicien français,.
On le définit de la manière suivante :
{\displaystyle Ca={\frac {T_{2}-T_{1}}{T_{2}}}}
avec :
- T1 - température du puits du transfert
- T2 - température de la source du transfert